# اتون، کمبریج‌شر
اتون (به انگلیسی: Etton) یک روستا و محله مدنی در بریتانیا است که در Peterborough واقع شده‌است. اتون ۱۵۸ نفر جمعیت دارد.